# Episodi di Storie incredibili (serie televisiva 1985) (seconda stagione)
La seconda e ultima stagione della serie televisiva Storie incredibili, composta da 21 episodi, è stata trasmessa negli Stati Uniti dal canale NBC dal 22 settembre 1986 al 10 aprile 1987.
In Italia è andata in onda su Rai 2 dal 9 gennaio 1994 al 27 maggio 1995.
| nº | Titolo originale            | Titolo italiano                 | Prima TV USA      | Prima TV Italia  |
| -- | --------------------------- | ------------------------------- | ----------------- | ---------------- |
| 1  | The Wedding Ring            | L'anello nuziale                | 22 settembre 1986 | 9 gennaio 1994   |
| 2  | Miscalculation              | Errore di calcolo               | 29 settembre 1986 | 16 gennaio 1994  |
| 3  | Magic Saturday              | Magico sabato                   | 6 ottobre 1986    | 21 dicembre 1994 |
| 4  | Welcome to My Nightmare     | Benvenuti nel mio incubo        | 13 ottobre 1986   | 6 febbraio 1994  |
| 5  | You Gotta Believe Me        | Dovete credermi                 | 20 ottobre 1986   | 6 dicembre 1994  |
| 6  | The Greibble                | Gribble, una creatura adorabile | 3 novembre 1986   | 15 febbraio 1995 |
| 7  | Life on Death Row           | Vita nel braccio della morte    | 10 novembre 1986  | 24 febbraio 1994 |
| 8  | Go to the Head of the Class | Il capo della classe            | 21 novembre 1986  | non trasmesso    |
| 9  | Thanksgiving                | Il Pozzo dell'Orrore            | 24 novembre 1986  | 23 gennaio 1994  |
| 10 | The Pumpkin Competition     | La zucca più bella              | 1º dicembre 1986  | 14 febbraio 1995 |
| 11 | What If...?                 | Cercasi mamma                   | 8 dicembre 1986   | 30 gennaio 1995  |
| 12 | The Eternal Mind            | La mente eterna                 | 29 dicembre 1986  | 30 gennaio 1994  |
| 13 | Lane Change                 | Cambio di corsia                | 12 gennaio 1987   | 29 marzo 1994    |
| 14 | Blue Man Down               | Un aiuto prezioso               | 19 gennaio 1986   | 16 gennaio 1994  |
| 15 | The 21 Inch Sun             | Il sole a 21 pollici            | 2 febbraio 1987   | 24 luglio 1994   |
| 16 | The Family Dog              | Qua la zampa Doggie             | 16 febbraio 1987  | 30 gennaio 1994  |
| 17 | Gershwin's Trunk            | Omaggio a Gershwin              | 13 marzo 1987     | 24 febbraio 1994 |
| 18 | Such Interesting Neighbors  | Quei vicini interessanti        | 20 marzo 1987     | 6 febbraio 1995  |
| 19 | Without Diana               | Senza Diana                     | 27 marzo 1987     | 7 febbraio 1995  |
| 20 | Moving Day                  | Il giorno del trasloco          | 3 aprile 1987     | 13 febbraio 1995 |
| 21 | Miss Stardust               | Miss Stardust                   | 10 aprile 1987    | 27 maggio 1995   |

## L'anello nuziale
- Titolo originale: The Wedding Ring
- Diretto da: Danny DeVito
- Scritto da: Stu Krieger (sceneggiatura); Steven Spielberg (soggetto)

### Trama
Un uomo sottrae un anello dal Museo delle Cere in cui lavora, per farne dono alla moglie in occasione del loro decimo anniversario di matrimonio. Una volta che questa lo mette al dito subisce un radicale cambiamento: da timida e impacciata dipendente di un ristorante si trasforma in amante intraprendente e spregiudicata. Il marito comprende ben presto che la donna ha assunto la personalità dell'originaria proprietaria dell'anello: la famosa "Vedova Nera", alla cui statua era destinato il gioiello, celebre soprattutto per l'abitudine di uccidere i mariti.
- Guest star: Danny DeVito (Herbert)
- Altri interpreti: Rhea Perlman (Lois), Louis Giambalvo (Haggerty), Bernadette Birkett (Tina)

## Errore di calcolo
- Titolo originale: Miscalculation
- Diretto da: Tom Holland
- Scritto da: Michael McDowell

### Trama
Phil non ha il successo che vorrebbe con le ragazze, tuttavia rifiuta le attenzioni di Angela, che invece ha una cotta per lui. Un giorno, durante un'esercitazione al laboratorio scolastico, lo studente scopre accidentalmente che due sostanze, combinate fra loro, hanno la proprietà di materializzare le fotografie su cui vengono versate. I problemi si presentano quando, dopo aver dato vita ad un cane, Phil decide di materializzaee la ragazza dei suoi sogni.
- Altri interpreti: Jon Cryer (Phil Beasler), JoAnn Willette (Angela), Jeffrey Jay Cohen (Bert), Elizabeth Turenne (Laura).
- Nota: la partecipazione di Jon Cryer a questo episodio rappresenta il suo debutto televisivo nel 1986.

## Magico sabato
- Titolo originale: Magic Saturday
- Diretto da: Robert Markowitz
- Scritto da: Richard Matheson

### Trama
Il giovane Mark e il nonno formano una coppia veramente affiatata, quasi fossero coetanei. Per il vecchio però le partite di baseball mal si conciliano con i limiti dell'età avanzata e con le precarie condizioni di salute. Quando una crisi cardiaca lo costringe a letto in fin di vita, il nipote decide di utilizzare un antico talismano cinese per compiere una magia che consentirà alle loro anime di migrare l'una nel corpo dell'altra, permettendo così al nonno di giocare un'ultima, grande partita.
- Altri interpreti: Taliesin Jaffe (Mark), M. Emmet Walsh (nonno), Caren Kaye (Dorothy), Carter Gibson (Ken)

## Benvenuti nel mio incubo
- Titolo originale: Welcome to My Nightmare
- Diretto da: Todd Holland
- Scritto da: Todd Holland

### Trama
Per Harry il cinema è qualcosa di più di una passione, è un'ossessione. Le sue giornate trascorrono nell'insoddisfazione e nel rimpianto di non poter vivere in un mondo simile a quello dei film, senza rendersi conto delle attenzioni che la graziosa vicina di casa ha nei suoi confronti. I desideri di Harry sembrano realizzarsi quando il ragazzo, precipitandosi in strada a gridare tutto il proprio malcontento dopo un'imbarazzante cena in famiglia, si rende conto di essere nel Motel Bates, teatro degli efferati delitti di Norman Bates, protagonista dell'amato Psyco. Il problema è che sta per rivivere la celebre scena dell'omicidio nella doccia non da spettatore, ma da vittima!
- Altri interpreti: David Hollander (Harry), Steve Antin (Bud), Robyn Lively (Kate), Christina Applegate (Holly)

## Dovete credermi
- Titolo originale: You Gotta Believe Me
- Diretto da: Kevin Reynolds
- Scritto da: Stu Krieger e Kevin Reynolds (sceneggiatura); Steven Spielberg (soggetto)

### Trama
Un uomo si sveglia nel cuore della notte, turbato da un incubo nel quale ha assistito a un terrificante incidente aereo. Convinto che si tratti di una premonizione, si precipita all'aeroporto per cercare di convincere il personale a non far partire l'aereo che si trova sulla pista, il cui nome è esattamente quello che ha visto in sogno. Poiché non viene creduto, l'uomo decide di cambiare da solo il corso degli eventi, sempre più sicuro che la vita di numerose persone dipenda da lui.
- Altri interpreti: Mary Betten (Nancy), Richard Burns (controllore di volo), Erinn Canavan (bimbo), Tim Russ (guardiano aeroporto).
- Citazioni: "Se è destino che un aereo precipiti, amico, non si può fare niente per impedirlo!" (addetto alla sicurezza).

## Greibble, una creatura adorabile
- Titolo originale: Greibble
- Diretto da: Joe Dante
- Scritto da: Mick Garris (sceneggiatura); Steven Spielberg (soggetto)

### Trama
La madre di Bobby non approva le letture preferite dal figlio, e ritiene che l'unico modo per impedirgli di perdere tempo con i suoi adorati fumetti di fantascienza sia quello di disfarsene, e decide di gettarli tra i rifiuti. La donna però non si libererà delle creature fantastiche che popolano le pagine di quei racconti, visto che il Gribble, un vorace mostriciattolo che si nutre di oggetti preferibilmente metallici, si materializza di fronte ai suoi occhi.
- Altri interpreti: Hayley Mills (Joan Simmons), Justine Mooney (Bobby), Don McLeod (Greibble)

## Vita nel braccio della morte
- Titolo originale: Life on the Death Row
- Diretto da: Mick Garris
- Scritto da: Rockne S. O'Bannon (sceneggiatura); Mick Garris (soggetto)

### Trama
La vita di Eric Peterson, condannato alla sedia elettrica, volge al termine. Solo una notte lo separa dall'esecuzione, ma il caso vuole che sia proprio quella la notte in cui gli altri detenuti hanno organizzato un'evasione in massa. L'esito non si rivela quello sperato: sorpresi dalle guardie, i carcerati vedono le proprie speranze di fuga infrangersi. La sorte più incredibile è proprio quella di Eric, la cui corsa viene arrestata da un fulmine, che non lo uccide ma gli dà il potere di guarire le persone col solo tocco delle mani. Intanto si avvicina l'ora dell'esecuzione e il Governatore non sembra intenzionato a concedergli la grazia.
- Guest star: Patrick Swayze (Eric Peterson), Héctor Elizondo (Meadows)
- Altri interpreti: James T. Callahan (Erhardt), T. J. Worzalla (Casey)

## Il capo della classe
- Titolo originale: Go to the Head of the Class
- Diretto da: Robert Zemeckis
- Scritto da: Bob Gale, Mick Garris e Tom McLoughlin (sceneggiatura); Mick Garris (soggetto)

### Trama
Peter e Cynthia decidono di vendicarsi del dispotico professor Beane, reo di divertirsi ad umiliare gli studenti poco meritevoli. Un disco rock, fatto girare al contrario, fornisce loro le indicazioni per praticare un maleficio che, secondo le intenzioni dei giovani, causerà delle violente crisi di singhiozzo all'insegnante. Qualcosa però non funziona come dovrebbe e, dopo aver scoperto che l'uomo è morto, i due provano a riportarlo in vita, seguendo un altro rituale magico. Anche in questo caso il risultato sarà disastroso.
- Guest star: Christopher Lloyd (prof. Beane)
- Altri interpreti: Scott Coffey (Peter Brand), Mary Stuart Masterson (Cynthia Simpson)
- Nota. Il regista, lo sceneggiatore, il cast e il musicista sono gli stessi del film Ritorno al futuro, uscito il 3 luglio 1985 negli USA.
- Nota: questo episodio ha durata doppia rispetto agli altri episodi della serie.

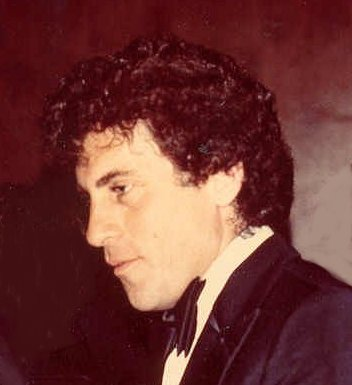
Paul Michael Glaser, regista dell'episodio Un aiuto prezioso.

## Il pozzo dell'orrore
- Titolo originale: Thanksgiving
- Diretto da: Todd Holland
- Scritto da: Robert C. Fox e Pierre R. Debs (sceneggiatura); Harold Rolseth (soggetto)

### Trama
Nora sogna di diventare una famosa cantante, ma deve fare i conti con una realtà resa grigia e opaca dall'insensibile patrigno Calvin, con cui vive in una fattoria. Le speranze della giovane e l'arroganza dell'uomo sono esaltate quando scoprono che dal loro pozzo qualcuno o qualcosa invia oggetti preziosi in cambio di cibo. Mosso da brama di ricchezza e avidità, Calvin decide di scoprire personalmente chi sono i misteriosi benefattori.
- Altri interpreti: Kyra Sedgwick (Dora), David Carradine (Calvin)

## La zucca più bella
- Titolo originale: The Pumpkin Competition
- Diretto da: Norman Reynolds
- Scritto da: Peter Z. Orton

### Trama
Elma non riesce a sopportare che dall'annuale gara nella quale viene premiata la zucca più grande ne esca sempre sconfitta. Da persona avara e meschina qual è, sospetta che le vittorie altrui siano frutto dell'inganno e perciò decide di accettare la proposta di Bertram Carver, uno studioso di agronomia che le offre, in cambio di un finanziamento, una formula in grado di far crescere zucche di notevoli dimensioni. Dopo un anno, Elma partecipa alla gara sicura di vincere, ma ad attenderla ci sarà una sorpresa.
- Altri interpreti: Polly Holliday (Elma Dinnock), June Lockhart (Mildred), J. A. Preston (prof. Bertram Carver), Ritch Brinkley (sindaco Barnsworth)

## Cercasi mamma
- Titolo originale: What If...?
- Diretto da: Joan Darling
- Scritto da: Anne Spielberg

### Trama
Jonah Kelley è un bambino al quale i genitori non dedicano le dovute attenzioni e per questo motivo vive nella continua ricerca di gratificazioni da parte di chiunque incontri. Un giorno, passando davanti a un negozio di giocattoli, s'imbatte in una gentile signora in dolce attesa, che gli confessa la speranza che il nascituro sia come lui. Quando Jonah le domanda cos'abbia acquistato, la donna gli mostra un oggetto a lui familiare. Per il bambino gli strani incontri non sono finiti.
- Altri interpreti: Jake Hart (Jonah Kelly), Claire Kirkconnel (Pamela Kelley), Tom McConnell (Raymond Kelley), Ann Bell (donna incinta), Ric Kane (uomo all'incrocio).
- Nota: questo episodio segna l'arrivo nella serie come sceneggiatrice della sorella di Steven Spielberg, Anne Spielberg, dopo il debutto nel film TV Time Warp, datato 1981.

## La mente eterna
- Titolo originale: The Eternal Mind
- Diretto da: Michael Riva
- Scritto da: Julie R. Moskowitz e Gary Stephens

### Trama
In punto di morte, uno scienziato decide di trasferire la propria mente in un computer, diventando il primo essere umano a sottoporsi a un simile esperimento. La vita puramente virtuale che l'uomo deve ora condurre rende però ancor più dolorosa la separazione dalla moglie, che egli non può più vedere né toccare.
- Altri interpreti: Jeffrey Jones (John Baldwin), Katherine Borowitz (Katherine Baldwin), Gregory Wagrowski (Ben Oltman)

## Cambio di corsia
- Titolo originale: Lane Change
- Diretto da: Ken Kwapis
- Scritto da: Ali Marie Matheson

### Trama
Durante quella che sembra essere una sera come tante, Charlene, dopo aver dato un passaggio a una donna incontrata lungo la strada, si trova ad affrontare la più incredibile esperienza della sua vita: guardando attraverso i vetri dell'automobile rivive infatti eventi del proprio passato. Quando le due donne arrivano sul luogo dov'è avvenuto un terribile incidente stradale, Charlene vede se stessa, priva di vita, in una delle automobili coinvolte. Sarà l'autostoppista a rassicurarla, facendole comprendere, prima di rivelarle la propria identità, il significato di quelle immagini.
- Altri interpreti: Kathy Baker (Charlene "Charlie" Benton), Priscilla Pointer (autostoppista)

## Un aiuto prezioso
- Titolo originale: Blue Man Down
- Diretto da: Paul Michael Glaser
- Scritto da: Jacob Epstein e Daniel Lindley

### Trama
Per l'agente Duncan Moore la morte del suo compagno, avvenuta per mano di un uomo mascherato, è una ferita ancora aperta. Dopo aver trascorso un periodo di tempo a dirigere il traffico, il poliziotto torna al vecchio e rischioso incarico, questa volta in compagnia di una ragazza, Patty O'Neill. L'incontro con "l'uomo mascherato" non si fa attendere a lungo e, grazie all'aiuto di Patty che in più occasioni gli salva la vita, Duncan riesce ad assicurare il malvivente alla giustizia. La ragazza, nel frattempo, sembra essersi volatilizzata.
- Altri interpreti: Frank Doubleday (Beckloff), Richard Epcar (reporter), Mark Erickson (Atwood), Max Gail (Duncan Moore), Kate McNeil (Patty O'Neil)

## Il sole a 21 pollici
- Titolo originale: The 21 Inch Sun
- Diretto da: Nick Castle
- Scritto da: Bruce Kirschbaum

### Trama
Billy è un bravo sceneggiatore televisivo, ma non riesce a star dietro ai ritmi imposti dal suo lavoro. Quando si trova a dover scrivere in una sola notte una commedia per un importante programma, interviene in suo aiuto una pianta, che si rivela in grado di scrivere sceneggiature di grande successo se posta vicino a un televisore. Grazie alla pianta, alla quale dà il nome di Lucy, Billy riesce a diventare una star.
- Altri interpreti: Robert Townsend (Billy Burliss), Craig Richard Nelson (Dick Castel), Richard Chudnow (assistente di Castel), Michael Lerner (sig. Marvin)

## Qua la zampa Doggie

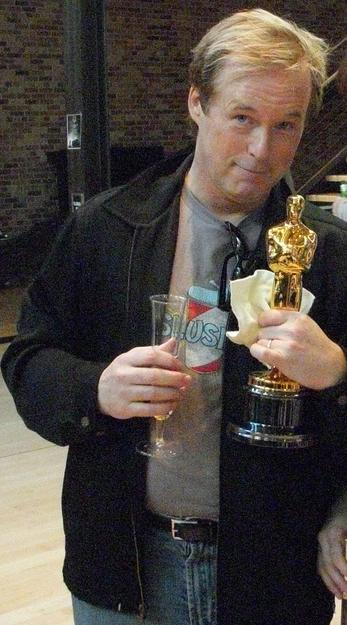
Brad Bird, in seguito vincitore dell'Oscar per Ratotuille, regista dell'episodio Qua la zampa Doggie.

- Titolo originale: The Family Dog
- Diretto da: Brad Bird
- Scritto da: Brad Bird
- Animatore: Tim Burton

### Trama
Tre storie con protagonista un cane: nella prima, ignorato e bistrattato dai proprietari, vi sono disavventure generali nella casa; nella seconda (un home movie), durante il Natale, il cane mangia il tacchino con loro; nella terza, dei ladri si introducono in casa ben due volte, così il padre di famiglia, arrabbiato col cane per la cattiva guardia, lo manda ad una scuola d'addestramento per cani da guardia, ad imparare come diventare una "fremente, ringhiosa, bollente palla di canino terrore": alla terza rapina, respinge i ladri.
- Altri interpreti: Jack Angel, Brooke Ashley, Buffy Binford, Brad Bird (voce)
- Nota. Conosciuto anche come Vita da cani, l'episodio è un cartone animato. Scritto e diretto da Brad Bird (che doppia anche la voce del cane) con le musiche di Danny Elfman, fu uno dei più popolari episodi della serie televisiva della NBC. L'animazione è curata da Tim Burton. La sua popolarità portò, nel 1993 a produrre una serie animata interamente dedicata al cane, Qua la zampa, Doggie (Family Dog nella versione originale). Anche in quest'ultima troviamo Tim Burton, questa volta come produttore esecutivo e consulente di design.

## Omaggio a Gershwin
- Titolo originale: Gershwin's Trunk
- Diretto da: Paul Bartel
- Scritto da: John Meyer e Paul Bartel

### Trama
Joe, un compositore di Broadway, viene colto di sorpresa dall'investigatore Watts mentre tenta di eliminare le prove dell'omicidio che ha appena compiuto ai danni di un pianista. Il compositore stava per diventare ricco: egli è convinto che il suo spettacolo, pronto al debutto, riscuoterà un grande successo. Infatti, per comporre le musiche, grazie a una medium, era stato aiutato dallo spirito di George Gershwin. Il pianista aveva messo in dubbio l'originalità della composizione di Joe e la vicenda si era conclusa tragicamente. Joe propone quindi a Watts di dividere con lui i guadagni del musical in cambio del suo silenzio. Watts accetta, a patto che lo spettacolo riscuota davvero il successo previsto; ai due non resta che attendere il debutto.
- Altri interpreti: Bob Balaban (Joe Gillespie), John McCook (Jerry Lane), Carrie Fisher (Laurie McNamara), Lainie Kazan (sorella Teresa), Paul Bartel (detective), Irene Olga Lopez (Carmen)

## Quei vicini interessanti
- Titolo originale: Such Interesting Neighbours
- Diretto da: Graham Baker
- Scritto da: Mick Garris e Tom McLaughlin

### Trama
I membri della famiglia Lewise si rendono presto conto che i loro nuovi vicini di casa, Ted, Ann e Brad Hellenbeck, hanno qualcosa di strano, che li rende diversi dai comuni esseri umani. In effetti gli Hellenbeck provengono da un lontano futuro, dal quale sono fuggiti per proteggere il figlio, che non corrisponde agli standard genetici imposti dal loro governo.
- Altri interpreti: Adam Ant (Ted Hellenbeck), Victoria Catlin (Ann Hellenbeck), Ryan McWhorter (Brad Hellenbeck), Frederick Coffin (Al Lewise), Marcia Strassman (Nell Lewise), Ian Fried (Randy Lewise)

## Senza Diana
- Titolo originale: Without Diana
- Diretto da: Lesli Linka Glatter
- Scritto da: Mick Garris

### Trama
Sono trascorsi quarant'anni da quando la piccola Diana Willoughby si è smarrita senza fare più ritorno, durante un picnic in compagnia dei genitori insieme a un gruppo di scout. Ora un altro lutto sta per colpire la famiglia Willoughby: Kathryn, madre della bambina, è in punto di morte, assistita dallo sconsolato marito George. Mentre l'uomo è intento a pregare, qualcuno bussa alla porta.
- Altri interpreti: Rick Andosca (poliziotto), Billy Green Bush (George Willoughby), Diane Hull (Kathryn Willoughby), Gennie James (Diana Willoughby), Fredric Cook (dott. Wittenberg)

## Il giorno del trasloco
- Titolo originale: Moving Day
- Diretto da: Robert Stevens
- Scritto da: Frank Kerr

### Trama
Il giovane Alan Webster apprende dai genitori che la famiglia dovrà trasferirsi, a causa degli impegni di lavoro del padre. Alla vigilia della partenza, il ragazzo rinviene uno strano congegno proprio sotto la casa in cui abitano e chiede spiegazioni ai famigliari. Questi, pressati dalle domande del figlio, gli svelano uno sconcertante segreto: tutti loro provengono da un altro pianeta, a cui faranno ritorno per mezzo del vettore spaziale sopra il quale, giunti sulla Terra, hanno costruito la loro casa. Alan si rende conto che non potrà rivedere mai più la sua ragazza, Karen, ma lo attende un'altra sconcertante rivelazione.
- Altri interpreti: Stephen Geoffreys (Alan Webster), Mary Elton Trainor (Mara Webster), Dennis Lipscomb (Val Webster), Karen Kristen (Vigard)

## Miss Stardust
- Titolo originale: Miss Stardust
- Diretto da: Tobe Hooper
- Scritto da: Thomas Szollosi e Richard Matheson

### Trama
Un extraterrestre minaccia di distruggere la Terra se le concorrenti provenienti da altri pianeti non saranno ammesse al concorso "Miss Stardust", nel quale verrà eletta la più bella dell'Universo. Allo sfortunato Joe Willoughby, che ha promosso il concorso, non rimane che accettare. Quando però agli alieni viene comunicato il premio che spetterà alla vincitrice, questi, disgustati, decidono immediatamente di ritirarsi.
- Altri interpreti: Dick Shawn (Joe Willoughby), "Weird Al" Yankovic (uomo cavolo), Laraine Newman (sig.na Schroedinger), Rick Overton (Mike il barista)